# Bach-huszárok

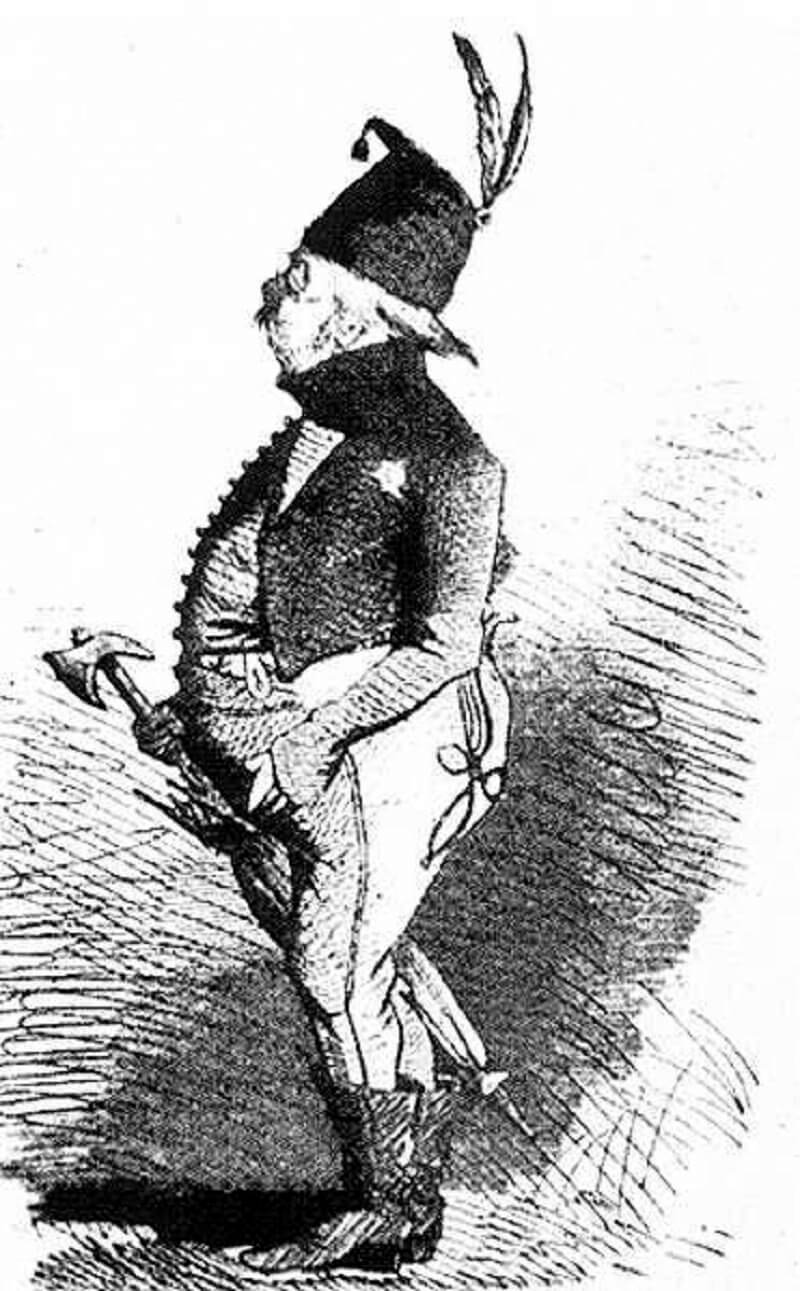
Bach-huszár gúnyrajza a Bolond Miska hetilapban 1861-ből

A Bach-huszárok a Bach-korszakban Magyarországon szolgáló azon cseh és német hivatalnokok gúnyneve volt, akik felsőbb rendeletre 1852-től fogva ünnepélyes alkalmakkor magyar ruhában jártak.

## Történetük
A „Bach-huszár” elnevezés egyaránt ráragadt mind a hivatalt vállalt magyarokra, mind az idegenekre. Zala vármegyében az 1850-es évek elején még nem az idegenek, hanem a helyi, korábban valamilyen oknál fogva mellőzött magyar tisztségviselők váltak Bach-huszárokká.
A Bach-huszárok megkülönböztették egymást aszerint, hogy az egyenruhájuk hajtókájának a színe piros, violaszín vagy zöld volt. A piros jelezte a bírósági személyzetet, a violaszín a politikai vagy közigazgatási tisztviselőket, míg a zöld a fináncnak (pénzügyőr) jutott. A Bach-huszárok maguk közt ezt tartották utolsónak, pedig a fináncdirektorok apró bosszantásai távol álltak frusztráló erejükben a megyefőnökök kellemetlenkedéseitől.
Alexander von Bach miniszter azzal akarta hivatalnokait népszerűvé tenni, hogy kiadta a  kötelező rendeletet a magyar díszruhák beszerzésére. Az öltözet végül nem tette népszerűbbé a Bach-huszárokat, ellenben némelyik szegényebb körülmények közt lévő tisztségviselőt adósságokba sodorta, amit aztán éveken át fizetnie kellett.